# C6H13N3O2
化学式C6H13N3O2（摩尔质量：159.19 g/mol）可以指：
- 肌酸乙酯，CAS号：15366-29-7
- 胍甲酸叔丁酯，CAS号：219511-71-4
- 1,1-二乙双缩脲，CAS号：14628-80-9

|  | 这个同类索引页列出了具有相同分子式的化学物（即同分異構體）条目。 除非您是有意链接至本页，否则应将相应条目的内部链接指向正确的条目。 |